# Augenklinik Herzog Carl Theodor
Die Augenklinik Herzog Carl Theodor ist eine Fachklinik für Augenheilkunde im Münchner Stadtteil Maxvorstadt. Sie ist eine der ältesten Augenkliniken in Bayern.

## Geschichte
Im Jahr 1895 gründete Herzog Carl Theodor in Bayern eine Augenklinik in München. Der Augenarzt und Bruder der Kaiserin Elisabeth von Österreich hatte auf Initiative seiner Frau Marie-José, einer geborenen Infantin von Portugal, das Wohnhaus in der Nymphenburger Straße 43 in München erworben. Dieses vor allem für mittellose Augenkranke gegründete Krankenhaus wurde unter dem Namen Wohltätigkeitsanstalt für unbemittelte Augenkranke eröffnet. Mit seinen 56 Betten war die Augenklinik des Herzogs die größte derartige Einrichtung in München und übertraf sogar die Münchner Universitätsklinik. Wie schon zuvor in seinen Ordinationen in Tegernsee und Meran behandelte der Herzog unbemittelte Patienten unentgeltlich. Carl Theodor finanzierte den Umbau und den kostspieligen Unterhalt der Klinik aus seinem Privatvermögen. Zum Zeitpunkt der Einrichtung der Augenklinik in der Nymphenburger Straße war Herzog Carl Theodor schon weit über die Grenzen Bayerns als Augenarzt bekannt und stand in Kontakt mit Autoritäten auf dem Gebiet der Augenheilkunde.
Marie-José, die zweite Gemahlin des Herzogs, unterstützte Carl Theodor bei seiner medizinischen Tätigkeit. Sie assistierte ihm bei seinen Operationen und leitete die Organisation des Hauses. Sie trug durch die Errichtung der Stiftung Augenklinik Herzog Carl Theodor dafür Sorge, dass die Klinik auch über den Tod des Herzogs hinaus Bestand hatte. In den Jahren nach dem Ersten Weltkrieg verschlechterte sich die finanzielle Lage der Klinik. Geld für die Versorgung der Patienten war knapp und die Anzahl der zahlenden Patienten nahm aufgrund der Inflation und allgemeinen Notlage immer mehr ab. Eine finanzielle Entlastung brachte erst ein Versorgungsvertrag mit den Sozial- und Krankenversicherungen in den 20er-Jahren.

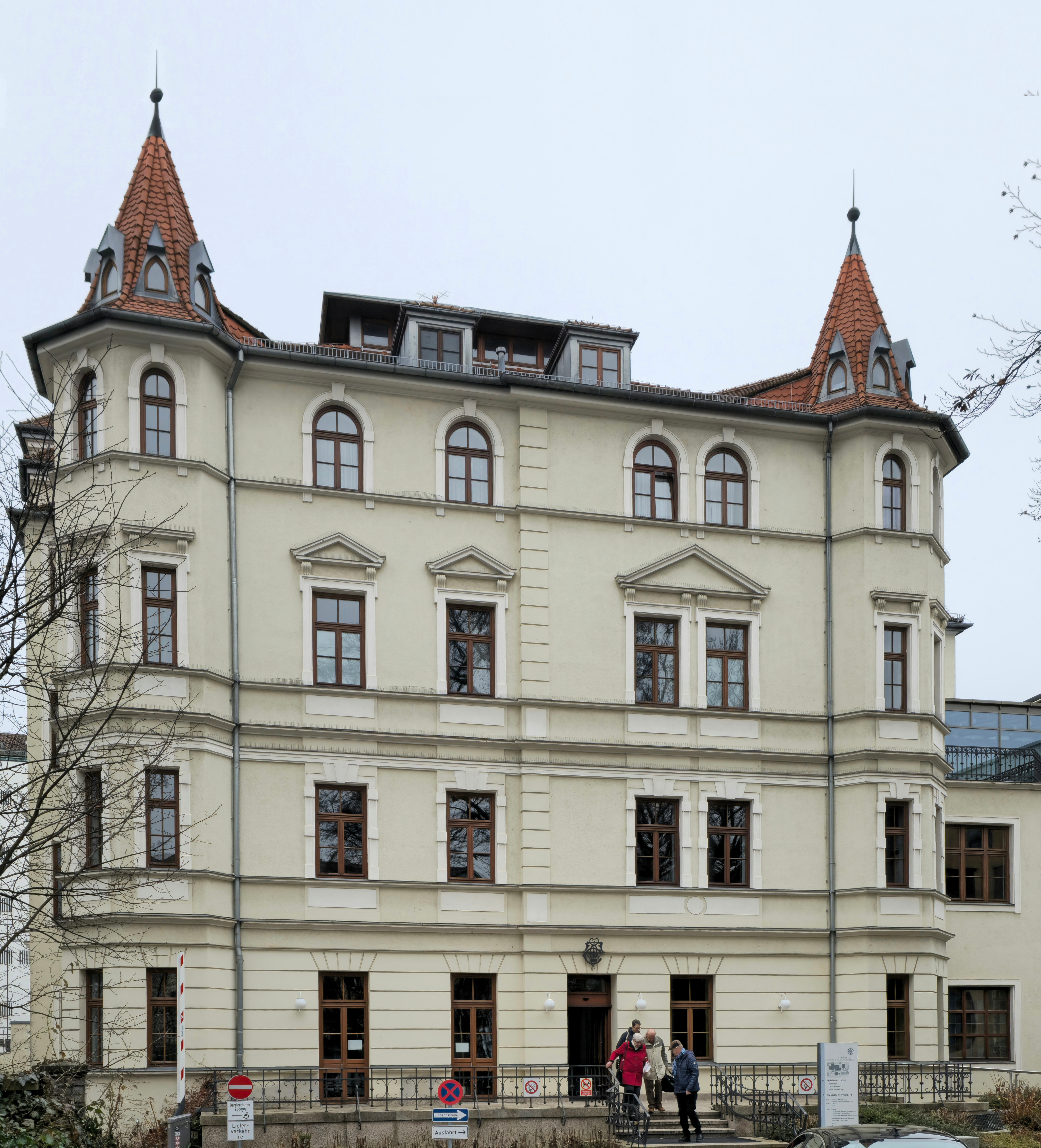
Die Augenklinik von Norden

Im Zweiten Weltkrieg wurde das Gebäude wieder als Lazarett genutzt, diesmal als Augen-Lazarett. Durch Bombenangriffe wurde die Klinik schwer beschädigt. In den 60er-Jahren wurde erwogen, das Grundstück zu verkaufen und an anderer Stelle einen Neubau zu errichten. Diese Pläne wurden jedoch nicht realisiert.
In den 80er Jahren erfolgte durch die Initiative des leitenden Arztes Bernhard von Barsewisch eine grundlegende Neu- und Umgestaltung der Augenklinik. Unter seiner Führung entwickelte sich die Augenklinik Herzog Carl Theodor sowohl in baulicher, organisatorischer und auch therapeutischer Hinsicht zu einem modernen Krankenhaus. 1993 verließ Bernhard von Barsewisch die Klinik, um in seiner Heimat Brandenburg eine neue Augenklinik aufzubauen.
1999 konnte die Stiftung das ehemalige Standesamt München III in der Nymphenburger Straße 45 von der Stadt kaufen. Das Grundstück gehörte früher der Herzogin und wurde von 1914 bis 1918 von der Klinik mitgenutzt. 1938 verkaufte sie es an die Stadt München, wohl auch, um die Klinik finanziell unterstützen zu können. Das Standesamt wurde aufwendig renoviert und hat 2002 den Münchner Fassadenpreis gewonnen.
Zwischen 2013 und 2019 erfolgte ein umfangreicher Um- und Neubau. Der an die Klinik grenzende Anbau, indem sich mehrere Arztpraxen befanden, wurde vollständig abgerissen und neu aufgebaut. Dort befinden sich nun, neben mehreren Belegarztpraxen, ein Augendiagnostik-Center sowie die OP-Räume.

Die Augenklinik von Nordwesten

Die Augenklinik Herzog Carl Theodor gehört heute zu den bestausgestatteten und modernsten augenchirurgischen Fachkliniken Deutschlands. Sie verfügt über 47 Betten und mehr als 90 Beschäftigte. Die über 20 an der Augenklinik operierenden Belegärzte führten 2022 über 16.000 Operationen durch.
Die Klinik ist im Rahmen des bayerischen Umweltpaktes Teilnehmer bei Ökoprofit.

## Gebäude
Der viergeschossige Putzbau mit polygonalen Eckturmerkern in Neurenaissance-Formen wurde 1891 von Hans Hartl als Mietshaus entworfen. 1895 erfolgte der Ausbau zur Klinik. Nach 1945 wurde das Gebäude renoviert. In den 1980er und 1990er Jahren wurde die Klinik unter Berücksichtigung des Denkmalschutzes komplett saniert und ist als Baudenkmal eingetragen. Die Kapellenausstattung stammt aus dem Jahr 1895.

## Ärztliche Leitung
- 1895–1909: Herzog Carl Theodor
- 1909–1943: Heinrich Zenker
- 1943–1978: Carl Zenker
- 1978–1993: Bernhard von Barsewisch
- 1993–2015: Klaus G. Riedel
- seit 2015: Christos Haritoglou